# Ivo Baronti
Ivo Baronti né le 12 août 1921 à Lamporecchio (Toscane) et mort le 22 mars 2008 à Pescia (Toscane), est un coureur cycliste italien, professionnel de 1950 à 1956. Il s'est classé troisième d'une étape sur le Tour d'Italie 1953.
Son frère Alfio Baronti (1927) a également été coureur cycliste chez les indépendants.

## Palmarès
- 1947
  - Coppa Pietro Linari

## Résultats sur les grands tours

### Tour d'Italie
3 participations
- 1952 : 86e
- 1953 : 65e
- 1954 : 62e